# Byron (Georgia)
Byron è una città degli Stati Uniti d'America, situata in Georgia, nella Contea di Peach e in parte nella Contea di Houston.